# No te engañes corazón

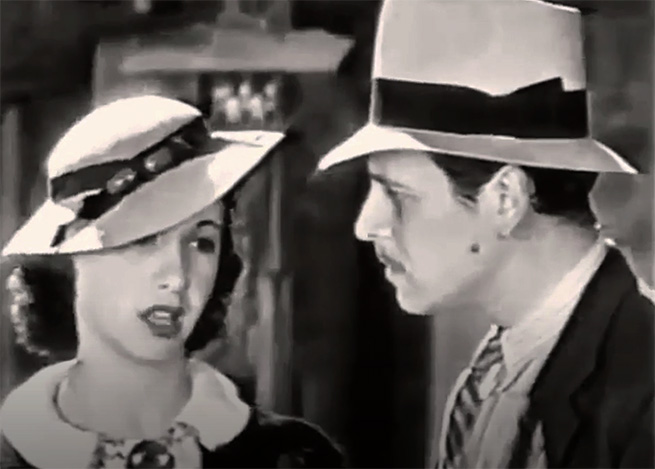
Carmen Molina et Carlos Villatoro.

No te engañes corazón est un film mexicain réalisé par Miguel Contreras Torres, sorti en 1937.

## Synopsis
Don Boni est atteint d'une maladie mortelle et décide de consacrer ses derniers jours à faire le bien. Il quitte sa femme et décide d'aider les autres. Il se saoule et se réveille avec un billet de loterie gagnant. Il réalise alors que le médecin qui l'a diagnostiqué a été emprisonné pour fraude.

## Fiche technique
- Réalisation : Miguel Contreras Torres
- Producteur : Miguel Contreras Torres
- Pays de production :  Mexique
- Durée : 90 minutes
- Dates de sortie : 
  - Mexique : 19 mai 1937[1]
  - DVD : octobre 2004

## Distribution
- Carlos Orellana : Don Bonifacio "Boni" Bonafé
- Sara García : Doña Petronila "Petro"
- Natalia Ortiz : Consuelito
- Eusebio Pirrín : Friend of Canti
- Eduardo Vivas : Don Gregorio "Goyo" Vidal
- Cantinflas : Canti
- Carmen Molina : Carmencita
- Joaquín Coss : Señor Rebolledo
- Carlos Villatoro : Alfredo
- Manuel Buendía : Señor Palomares
- Gerardo del Castillo : ami de Goyo
- Matilde Corell : Lady Student
- Paco Martínez : Señor Monforte, landlord
- Ismael Rodríguez : Office Worker
- Fanny Schiller : Refugio
- Estanislao Shilinsky : client du Restaurant
- Juan Villegas : serveur